# 京都府立乙訓高等学校
京都府立乙訓高等学校（きょうとふりつ おとくにこうとうがっこう）は、京都府長岡京市友岡一丁目にある府立高等学校。通称は「おつこう」。

## 設置学科
- 普通科
  - 普通科には入試に長期欠席者特別選抜があり、長期欠席者だった人も受け入れている。（ただし5名程度）
- スポーツ健康科学科（体育に関する学科）

## 沿革
- 1963年10月5日 - 京都府立新設高等学校設置について府議会において議決される
- 1964年
  - 1月10日 - 京都府立乙訓高等学校設置告示
  - 4月7日 - 府立桂高等学校分校舎において開校式
  - 8月25日 - 本館および第2棟竣工
  - 9月1日 - 新校舎に移転
- 1965年2月5日 - 体育館竣工
- 1966年
  - 2月10日 - 第3棟および正門竣工
  - 5月24日 - 完工式
- 1967年3月1日 - 第1回卒業式
- 1970年10月2日 - 食堂竣工
- 1982年2月19日 - 格技場竣工
- 1986年3月20日 - 第4棟竣工
- 1988年5月13日 - 体育振興施設竣工
- 1994年3月25日 - コンピュータ教室設置
- 1997年3月25日 - プール棟竣工
- 1999年8月31日 - コンピュータ教室インターネット接続
- 2000年3月31日 - 本館内教育情報ネットワーク（校内LAN）完成
- 2002年12月1日 - 2・3棟教育情報ネットワーク（校内LAN）完成
- 2009年
  - 1月30日 - 新校舎A・B棟、体育館竣工
  - 3月27日 - 新校舎に移転
- 2010年
  - 4月1日 - スポーツ健康科学科設置
  - 1月29日 - グラウンド、テニスコート改修竣工
- 2011年9月29日 - 多目的室内練習場竣工
- 2018年3月28日 - 第90回記念選抜高等学校野球大会にて、おかやま山陽を7‐2で下し、甲子園初出場初勝利を挙げる[1]

## アクセス
- JR京都線長岡京駅 徒歩12分
- 阪急京都線長岡天神駅 徒歩8分

## 学校行事
- 9月 - 文化祭
- 9月 - 体育祭
- 11月 - 海外研修旅行
- 12月 - スポーツ健康科学科スキー研修
- 3月 - 高校入試

文化祭
毎年9月の水曜、木曜、金曜日の3日間にわたって行われる。1年仮装パフォーマンス、2年小演劇、3年演劇、と各学年毎にそれぞれ異なる行事が行われる。3年の演劇は平成18年度以降、新校舎改築のために長岡市民文化会館で行われるようになっていたが、現在は体育館にて行われている。
体育祭
例年9月の最終金曜日に開催され、3年が中心になって創り上げられる。全校生徒が3色にグループ分けし、各学年及びクラスをそれぞれの色に分けて競技される。種目については生徒にアンケートを実施して決定される（大半は例年通りの種目で決まる）。
海外研修旅行
毎年10月の下旬に3泊4日の研修期間で台湾へ研修を行っていたが、2009年度より中止されている。現在は11月下旬に普通科文系クラスがマレーシア・シンガポールへ、理系クラスがボルネオ島へ、スポーツ健康科学科がグアムへ研修を行っている。

## 著名な出身者
- 稲田朋美 - 政治家（自由民主党衆議院議員、元防衛大臣）
- 久嶋務 - 前京都府向日市長
- 前川光 - 大山崎町長
- さかはらあつし - 作家、映画監督
- 四宮豪 - 声優
- 海堀あゆみ - サッカー日本女子代表
- 池端花奈恵 - フェンシング選手、オリンピック代表
- 佐藤光浩 - 陸上日本代表
- 和田優香里 - 陸上競技選手、長距離走
- 筒井咲帆 - 陸上競技選手、長距離走
- 有田芳生 - ジャーナリスト、政治家（立憲民主党元参議院議員、衆議院議員）
- 西大輝 - バドミントン日本代表選手。
- 富山太樹 - プロ野球選手